# Зубарев переулок
Зу́барев переу́лок — улица на севере Москвы в Алексеевском районе Северо-Восточного административного округа. Отходит от проспекта Мира на восток между домами 118 и 120.

## Происхождение названия
Название получил в конце XIX века по фамилии одного из домовладельцев. В 1918 году Моссовет переименовал его в Красный переулок по идеологическим соображениям. Однако в 1922 году переименование было отменён из-за существования одноимённых улиц в других районах Москвы.

## Расположение
Начинается от проспекта Мира домами 118 и 120, проходит на восток, затем поворачивает на юг и выходит на Староалексеевскую улицу. Безымянный переулок также соединяет его с Маломосковской улицей.

## Учреждения и организации
- Дом 15, корпус 1 — бизнес-центр «Чайка Плаза». В советское время на этом месте находились Зубаревские бани[4].
- Дом 17 — спортивно-досуговый центр «Кентавр», филиал «Алексеевский»[5]